# 法官大人
《法官大人》（英語：Your Honor）是一部美國犯罪迷你電視劇。由布萊恩·克蘭斯頓主演，根據以色列電視連續劇（Kvodo）所改編，於2020年12月6日在Showtime上播出。

## 演員與角色
- 布萊恩·克蘭斯頓 飾 麥克·德西亞托（Michael Desiato），一位受人尊敬的紐奧良法官。
- 杭特·督漢（Hunter Doohan）飾 亞當·德西亞托（Adam Desiato）麥克的兒子，在一場車禍中肇事逃逸並撞死了當地一個黑幫家族的兒子。

## 製作

### 規劃
該系列於2017年8月由CBS工作室宣布開發製作。於2020年12月6日在Showtime上映。

## 外部連結
- 互联网电影数据库（IMDb）上《法官大人》的资料（英文）